# Arar
Arar (arab. عرعر) – miasto w północno-wschodniej Arabii Saudyjskiej, położone 60 kilometrów od granicy z Irakiem; stolica Północnej Prowincji Granicznej. Według spisu ludności z 2010 roku liczyło 167 057 mieszkańców. Ośrodek przemysłowy. W mieście znajduje się port lotniczy Arar.